# 白石町立福富中学校
白石町立福富中学校（しろいしちょうりつ ふくどみちゅうがっこう）は、佐賀県杵島郡白石町大字福富にあった公立中学校。
2024年（令和6年）3月末をもって閉校し、白石町立白石中学校に統合された。なお、閉校後、旧中学校体育館は体操競技専用施設「ジムナスティクスホール白石」として整備されている。

## 概要
歴史
1947年（昭和22年）の学制改革の際に、新制中学校として創立。白石町立白石中学校への統合により、2024年（令和6年）3月末をもって閉校し、77年の歴史に幕を下ろした。
校訓
「自立・創造・誠実」
校章
校名の頭文字「福」を背景にして中央に「中」の文字を置いている。
校歌
1949年（昭和24年）制定。作詞は大串 強一、作曲は溝口勇による。歌詞は4番まであり、各番の歌詞中に校名の「福富中学」が登場する。
校区
小学校区（1校）は以下の通りであった。
- 白石町立福富小学校

## 沿革
旧・有明東小学校
- 1947年（昭和22年）
  - 4月1日 - 学制改革により、福富村国民学校の高等科および青年学校普通科が、新制中学校「福富村立福富中学校」に改組される。当初、福富村立福富小学校に併置される。青年学校校舎を併用。
  - 5月3日 - 開校式を挙行。
- 1948年（昭和23年）3月 - 青年学校が廃止される。中学校校舎第1棟（8教室）が完成し、一部の生徒が移転を完了。
- 1949年（昭和24年）5月 - 校歌を制定。
- 1950年（昭和25年）6月 - 講堂が全焼。
- 1951年（昭和26年）10月 - 校旗を制定。第2棟校舎が完成。
- 1954年（昭和29年）10月 - 第3棟校舎（6教室）、講堂が落成。
- 1960年（昭和35年）8月 - 運動場を拡張。
- 1961年（昭和36年）2月 - 音楽室、図書室、美術室が完成。
- 1963年（昭和38年）8月 - 運動場を拡張。
- 1964年（昭和39年）8月 - 給食室が完成。
- 1966年（昭和41年）11月 - 技術室が完成。
- 1967年（昭和42年）4月1日 - 町制施行により、「福富町立福富中学校」に改称。
- 1968年（昭和43年）7月 - プールが完成。
- 1972年（昭和47年）5月 - 図書室、視聴覚室を移転。
- 1973年（昭和48年）2月 - 社会体育館が完成。
- 1979年（昭和54年）- 鉄筋コンクリート造3階建て新校舎が完成。講堂と技術室の補修を完了。運動場を整備。
- 1989年（平成元年）3月 - 体育館が完成。
- 1990年（平成2年）10月 - 運動場を拡張。
- 1997年（平成9年）
  - 4月 - 創立50周年記念式典を挙行。
  - 5月 - 創立50周年記念碑「拓く」を建立。
- 1998年（平成10年）1月 - 創立50周年記念絵画「閑村立秋」が寄贈される。
- 2005年（平成17年）1月1日 - 3町合併により、「白石町立福富中学校」に改称。
- 2011年（平成23年）1月 - 校舎の耐震工事が完了。
- 2017年（平成29年）9月 - 技術科室の解体の上、移設。
- 2024年（令和6年）
  - 3月23日 - 閉校式を挙行。
  - 4月1日 - 白石町立白石中学校への統合により閉校[3]。

## 体育館の再活用
閉校後、体育館は体操競技専用施設「ジムナスティクスホール白石」として整備され、Dragoing Sports（ドラゴーイングスポーツ）が体操教室を運営しており、2025年（令和7年）3月28日にオープニングセレモニーが開かれた。

## 交通
最寄りの鉄道駅
- JR九州 長崎本線 「肥前白石駅」

最寄りの幹線道路
- 国道444号 （有明海沿岸道路）福富IC「だるま坂」交差点

## 周辺
- 下区公民館
- 福富社会体育館
- 白石町福富公民館
- 白石警察署 福富警察官駐在所
- 福富郵便局
- JAさが 福富支所
- 道の駅しろいし
- 白石町立福富小学校

## 参考資料
- 閉校式～3中学校の長い歴史に幕 - 白石町ウェブサイト
- 「白石町立白石中学校」新しい歴史のはじまり - 白石町ウェブサイト

## 関連事項
- 佐賀県中学校の廃校一覧